# Alfred Apsler
Alfred Apsler (* 11. November 1907 in Wien, Österreich-Ungarn; † 2. Jänner 1982 in Vancouver, Washington) war ein österreichisch-amerikanischer Pädagoge und Schriftsteller.

## Leben
Alfred wurde in Wien als Sohn des Buchhalters Hermann und dessen Frau Helene Apsler (geb. Pasternak) geboren. Er machte 1926 die Matura am Erzherzog-Rainer-Gymnasium, studierte anschließend Geschichte an der Universität Wien und besuchte die Lehrerbildungsanstalt. Parallel dazu war er bei den Kinderfreunden und den Roten Falken engagiert. Nachdem er 1930 bei Eduard Castle zum Dr. phil. promovierte, war er bis Februar 1934 Mitarbeiter der Arbeiter-Zeitung, wo er vor allem Rezensionen schrieb. Weiters schrieb er für diverse sozialdemokratische Zeitschriften und war literarischer Berater im Arbeiterbildungswesen. 1933 wurde er Mitglied der Vereinigung sozialistischer Schriftsteller und arbeitete als Volksschullehrer.
Im Februar 1934 verlor er einen Großteil seiner Publikationsmöglichkeiten. Ihm blieb die Arbeit als Volksschullehrer in Wien, dann in Graz. 1936 heiratete er die junge Wiener Ärztin Ernestine Gerson. Für das Schuljahr 1937/38 wurde er von der Israelitischen Kultusgemeinde als Volksschullehrer angestellt. Im Oktober 1938 konnte das Ehepaar Apsler in die Schweiz flüchten, von wo es im November 1939 in die USA emigrierte. Alfred Apslers Eltern wurden im Dezember 1941 von den Nationalsozialisten ins Ghetto Riga deportiert und ermordet, Ernestine Apsler 1944 im KZ Auschwitz-Birkenau.
Apsler erhielt im September 1945 die Staatsbürgerschaft der Vereinigten Staaten von Amerika und war zunächst Bibliothekar an der Duke University in North Carolina, danach High-School-Lehrer und College-Professor. Von 1956 bis 1973 war er am Clark College in Vancouver (Washington) Leiter der historischen Abteilung. Er hielt Vorlesungen in vergleichender Religionswissenschaft und organisierte Hochschulkurse für Senioren. Ab 1973 war er freischaffender Autor. Er schrieb eine Reihe von historischen Biografien für junge Leser, u. a. über Samson Wertheimer, Louis Fleischner, Karl Marx, Otto von Bismarck, Charles de Gaulle oder Jawaharlal Nehru.

## Schriften
- Northwest Pioneer: The story of Louis Fleischner, New York 1960.
- Sie kamen aus deutschen Landen, New York 1962.
- The court factor; the story of Samson Wertheimer, Philadelphia 1964.
- The Sun King: Louis XIV of France, New York 1965.
- Jawaharlal Nehru. Fighter for independence, New York 1966.
- Prophet of revolution: Karl Marx, New York 1967.
- Iron Chancellor. Otto von Bismarck, New York 1968.
- Ivan the Terrible, New York 1971.
- An introduction to social science, New York 1971.
- Vive de Gaulle; the story of Charles de Gaulle, New York 1973.
- Communes through the ages; the search for Utopia, New York 1974.
- From witch doctor to biofeedback: The Story of healing by suggestion, New York 1977.